# آماندا تپه
آماندا تپه (انگلیسی: Amanda Tepe؛ زادهٔ ۱۶ اکتبر ۱۹۷۷) یک هنرپیشه اهل ایالات متحده آمریکا است.
از مجموعه های تلویزیونی که وی در آن نقش داشته است می‌توان به جادوگران محله ویورلی اشاره کرد.